# Grace Prendergast

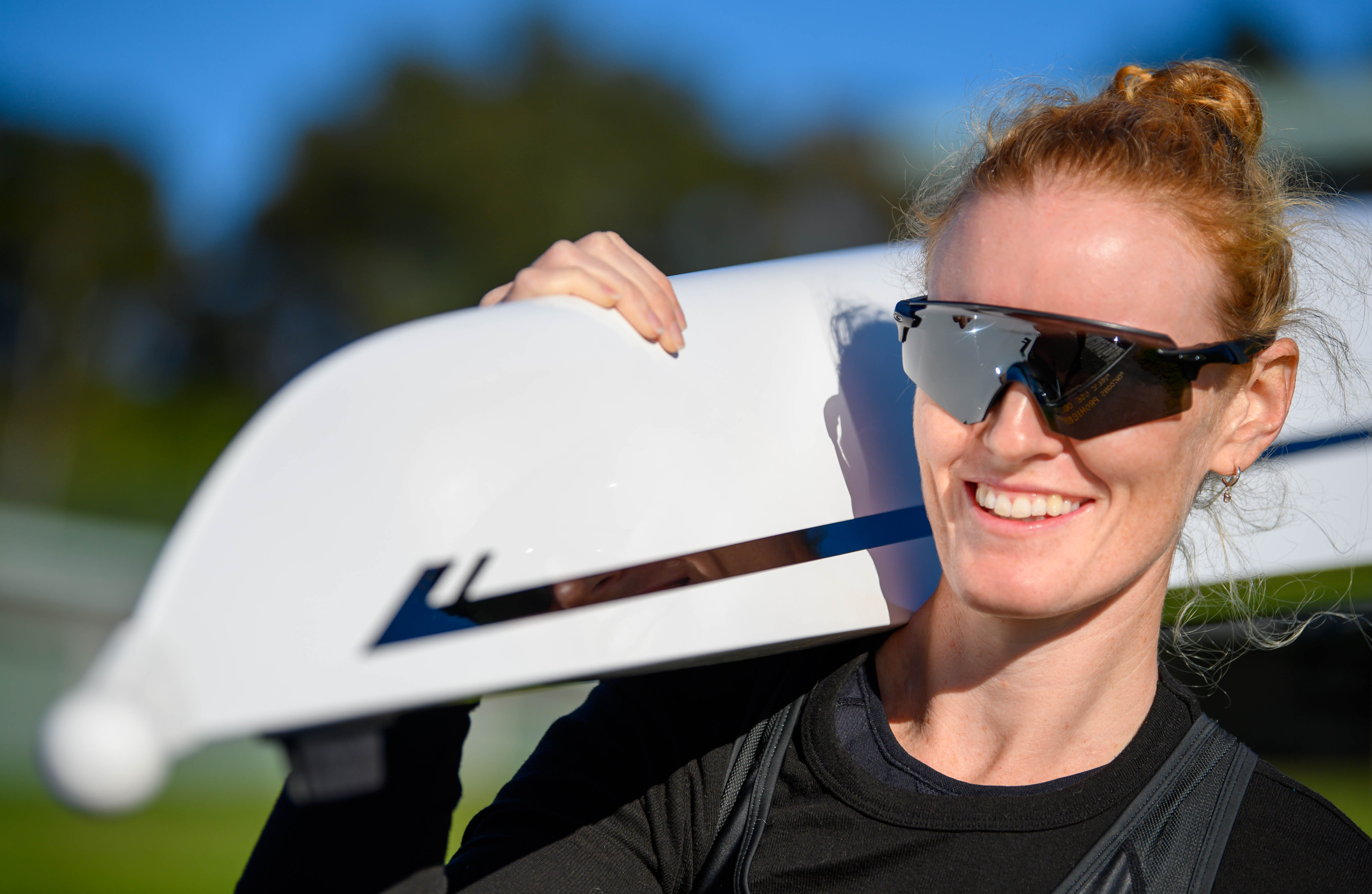
Grace Prendergast (2021)

Grace Prendergast (* 30. Juni 1992 in Christchurch) ist eine neuseeländische Ruderin. Sie gewann bis 2022 fünf Weltmeistertitel in drei verschiedenen Bootsklassen, 2021 wurde sie Olympiasiegerin und Olympiazweite.

## Karriere
Grace Prendergast siegte bei den Junioren-Weltmeisterschaften 2010 mit dem Vierer ohne Steuerfrau. 2012 belegte sie mit dem Vierer den vierten Platz bei den U23-Weltmeisterschaften. 2013 debütierte Prendergast im Ruder-Weltcup als Mitglied des neuseeländischen Achters, nach einem fünften Platz in Sydney und einem sechsten Platz in Luzern belegte der Achter den siebten Platz bei den Weltmeisterschaften. 2014 belegten Kerri Gowler und Grace Prendergast den zweiten Platz im Zweier ohne Steuerfrau beim Weltcup-Abschluss in Luzern. Zwei Wochen später siegten die beiden bei den U23-Weltmeisterschaften. Einen Monat nach den U23-Weltmeisterschaften fanden die Weltmeisterschaften 2014 in Amsterdam statt. Dort traten Gowler und Prendergast zusammen mit Kayla Pratt und Kelsey Bevan im Vierer ohne Steuerfrau an, die neuseeländische Crew gewann den Titel in der Weltbestzeit von 6:14,360 min.
2015 belegten Gowler und Prendergast beim Weltcup in Varese den dritten Platz im Zweier, in Luzern wurden die beiden Zweite hinter den Britinnen Helen Glover und Heather Stanning. In Luzern traten die beiden Neuseeländerinnen auch im Achter an und belegten in dieser Bootsklasse den zweiten Platz hinter den Kanadierinnen. Auch bei den Weltmeisterschaften 2015 auf dem Lac d’Aiguebelette traten Gowler und Prendergast in zwei Bootsklassen an. Im Zweier siegten Glover und Stanning, Gowler und Prendergast erhielten die Silbermedaille. Im Achter gewann der US-Achter vor den Neuseeländerinnen, die in der Besetzung Kayla Pratt, Emma Dyke, Ruby Tew, Kelsey Bevan, Grace Prendergast, Kerri Gowler, Genevieve Behrent, Rebecca Scown und Steuerfrau Frances Turner antraten. Im Jahr darauf belegte der neuseeländische Achter bei den Olympischen Spielen 2016 in Rio de Janeiro den vierten Platz.
Mit Kerri Gowler stieg Prendergast 2017 in den Zweier-ohne und gewann in der Paarung zwei Regatten des Ruder-Weltcups sowie die Goldmedaille bei den Weltmeisterschaften in Florida. 2018 gewannen Prendergast und Gowler die Weltcup-Regatten in Linz und Luzern, bei den Weltmeisterschaften in Plowdiw erkämpften die Neuseeländerinnen Silber hinter den Kanadierinnen. 2019 traten Gowler und Prendergast sowohl im Zweier als auch im Achter an und gewannen bei den Weltmeisterschaften in Linz zwei Goldmedaillen. 2021 gewannen Prendergast und Gowler bei den Olympischen Spielen in Tokio die Goldmedaille im Zweier und die Silbermedaille im Achter.
Wegen der COVID-19-Pandemie fanden nach 2019 erst 2022 die nächsten Weltmeisterschaften statt. Bei den Weltmeisterschaften in Račice u Štětí siegten Gowler und Prendergast im Zweier vor den Niederländerinnen.